# إدي جيل
إدي جيل (بالإنجليزية: Eddie Gill) مواليد 16 أغسطس 1978 في أورورا، هو لاعب كرة سلة أمريكي بدأ مسيرته الاحترافية في سنة 2000. يبلغ طوله 6 قدم 0 بوصة (1.8 م). اعتزل اللعب في 2012.

## فرق لعب لها
- بروكلين نتس
- ميمفيس غريزليس

## إحصائيات المسيرة
الموسم الاعتيادي
| السنة   | الفريق                 | لعب | بدأ | دقيقة | ميداني% | ثلاثية | حرة   | ارتداد | صنع | استلاب | تصدي | نقطة |
| ------- | ---------------------- | --- | --- | ----- | ------- | ------ | ----- | ------ | --- | ------ | ---- | ---- |
| 2000–01 | بروكلين نتس            | 8   | 0   | 19.0  | .390    | .333   | .800  | 1.1    | 3.0 | 0.5    | 0.1  | 4.9  |
| 2001–02 | ميمفيس غريزليس         | 23  | 5   | 16.7  | .424    | .318   | .795  | 1.2    | 2.1 | 0.5    | 0.1  | 5.0  |
| 2003–04 | بورتلاند ترايل بلايزرز | 22  | 0   | 7.1   | .417    | .375   | .850  | 0.8    | 0.7 | 0.4    | 0.0  | 2.3  |
| 2004–05 | إنديانا بايسرز         | 73  | 3   | 14.0  | .335    | .308   | .877  | 1.5    | 1.1 | 0.8    | 0.1  | 3.7  |
| 2005–06 | إنديانا بايسرز         | 41  | 0   | 3.0   | .222    | .304   | .783  | 0.4    | 0.3 | 0.3    | 0.0  | 1.1  |
| 2007–08 | بروكلين نتس            | 13  | 1   | 11.5  | .414    | .357   | 1.000 | 1.7    | 1.6 | 0.5    | 0.2  | 2.9  |
| 2007–08 | سياتل سوبرسونيكس       | 1   | 0   | 5.0   | .000    | .000   | –     | 0.0    | 1.0 | 0.0    | 0.0  | 0.0  |
| 2008–09 | ميلووكي باكز           | 6   | 0   | 7.2   | .667    | .667   | –     | 0.7    | 1.8 | 0.5    | 0.2  | 2.3  |

## روابط خارجية
- إدي جيل على موقع إن بي أي (الإنجليزية)
- إدي جيل على موقع سبورتس رفرنس (الإنجليزية)
- إدي جيل على موقع كرة السلة الأوروبية.كوم (الإنجليزية)
- إدي جيل على موقع كلية كرة السلة في سبورتس رفرنس.كوم (الإنجليزية)
- إدي جيل على موقع ريلجم (الإنجليزية)
- إدي جيل على موقع بروبوليرز (الإنجليزية)
- إدي جيل على موقع سبورتس رفرنس (الإنجليزية)
- إدي جيل على موقع سبورتس رفرنس (الإنجليزية)